# Санта-Роса-де-Копан
Санта-Роса-де-Копан (ісп. Santa Rosa de Copán) — місто і муніципалітет на заході Гондурасу, адміністративний центр департаменту Копан.

## Географія
Розташований приблизно за 160 км на північний захід від міста Сан-Педро-Сула. Абсолютна висота — 1168 метрів над рівнем моря.

### Клімат
Місто знаходиться у зоні, котра характеризується кліматом тропічних саван. Найтепліший місяць — квітень із середньою температурою 20.6 °C (69 °F). Найхолодніший місяць — січень, із середньою температурою 16.7 °С (62 °F).
| Клімат Санта-Роси-де-Копан | Клімат Санта-Роси-де-Копан | Клімат Санта-Роси-де-Копан | Клімат Санта-Роси-де-Копан | Клімат Санта-Роси-де-Копан | Клімат Санта-Роси-де-Копан | Клімат Санта-Роси-де-Копан | Клімат Санта-Роси-де-Копан | Клімат Санта-Роси-де-Копан | Клімат Санта-Роси-де-Копан | Клімат Санта-Роси-де-Копан | Клімат Санта-Роси-де-Копан | Клімат Санта-Роси-де-Копан | Клімат Санта-Роси-де-Копан |
| Показник                   | Січ.                       | Лют.                       | Бер.                       | Квіт.                      | Трав.                      | Черв.                      | Лип.                       | Серп.                      | Вер.                       | Жовт.                      | Лист.                      | Груд.                      | Рік                        |
| Середня температура, °C    | 17                         | 18                         | 20                         | 21                         | 21                         | 21                         | 20                         | 21                         | 21                         | 19                         | 18                         | 17                         | 19                         |
| Норма опадів, мм           | 29                         | 18                         | 17                         | 32                         | 135                        | 222                        | 136                        | 167                        | 223                        | 113                        | 49                         | 37                         | 1179                       |
| -------------------------- | -------------------------- | -------------------------- | -------------------------- | -------------------------- | -------------------------- | -------------------------- | -------------------------- | -------------------------- | -------------------------- | -------------------------- | -------------------------- | -------------------------- | -------------------------- |
| Джерело: Weatherbase       |                            |                            |                            |                            |                            |                            |                            |                            |                            |                            |                            |                            |                            |

## Населення
За даними на 2013 рік чисельність населення становить 37 194 особи.
 Динаміка чисельності населення міста по роках: 
| 1974   | 1988   | 2001   | 2013   |
| ------ | ------ | ------ | ------ |
| 12 413 | 19 680 | 25 861 | 37 194 |

## Економіка
Місто є найбільшим центром торгівлі в західному Гондурасі. Крім того, важливу роль в економіці грає сільське господарство, найважливішими продуктами якого є кава і тютюн. Розвинутий туризм, якому сприяє наявність поблизу міста розкопок стародавнього городища Копан.